# Cheshire Association Football League
Cheshire Association Football League là một giải bóng đá Anh nằm ở Cheshire, cho đến năm 2007 vẫn có tên là Mid-Cheshire Association Football League. Giải đấu có 3 hạng đấu: Premier Division, League One và League Two. Thành lập năm 1948, chỉ có đội Knutsford) vẫn còn thi đấu tại giải kể từ khi thành lập. Hai đội bóng sáng lập khác gần đây vừa rời khỏi giải đấu - Whitchurch Alport rút khỏi giải năm 2012 để gia nhập Mercian Regional League và Barnton rời vào mùa hè năm 2014 để gia nhập North West Counties League Division One.
Premier Division nằm ở Bậc 7 (hay Cấp độ 11) của National League System, và góp đội cho North West Counties League Division One. Cheshire League được góp đội bởi Crewe & District League và Warrington & District Football League.
Do điều khoản tài trợ, kể từ mùa giải 2014–15, giải đấu có tên chính thức là Hallmark Security Cheshire Football League.

## Các câu lạc bộ mùa giải 2015–16

### Premier Division
- Congleton Vale Rovers
- Crewe
- Denton Town
- Eagle Sports
- Gamesley
- Garswood United
- Greenalls Padgate St. Oswalds
- Knutsford
- Linotype & Cheadle Heath Nomads
- Malpas
- Poynton
- Rudheath Social
- Rylands
- Sandbach United
- Styal
- Whaley Bridge Athletic

### League One
- Altrincham Dự bị
- Billinge
- Daten
- Egerton
- Golborne Sports
- Grappenhall Sports
- Maine Road Dự bị
- Middlewich Town
- Pilkington
- Tarporley Victoria
- Wythenshawe Town

### League Two
- AfC Macclesfield
- Cheadle Town Dự bị
- Cuddington
- FC St. Helens
- Halebank
- Litherland Remyca Dự bị
- Lostock Gralam
- Mersey Valley
- Moore United
- Unicorn Athletic
- Warrington Town Dự bị
- West Didsbury & Chorlton Dự bị

## Các đội vô địch theo từng hạng đấu
| Mùa giải  | Division One                  | Division Two                    |
| --------- | ----------------------------- | ------------------------------- |
| 1979–80   | Barnton                       | Prescot B I Dự bị               |
| 1980–81   | Rylands                       | Handforth Irwin                 |
| 1981–82   | Hanley Town                   | Intex                           |
| 1982–83   | Barnton                       | Newcastle Town                  |
| 1983–84   | Rylands                       | N/A                             |
| 1984–85   | Bramhall                      | N/A                             |
| 1985–86   | Newcastle Town                | N/A                             |
| 1986–87   | Kidsgrove Athletic            | N/A                             |
| 1987–88   | Kidsgrove Athletic            | Leek Town Dự bị                 |
| 1988–89   | Barnton                       | Wilmslow Albion                 |
| 1989–90   | Grove United                  | Garswood United                 |
| 1990–91   | Linotype                      | Newcastle Town Dự bị            |
| 1991–92   | Grove United                  | Broadheath Central              |
| 1992–93   | Grove United                  | Malpas                          |
| 1993–94   | Linotype                      | Bollington Athletic             |
| 1994–95   | Knutsford                     | Cheadle Heath Nomads            |
| 1995–96   | Garswood United               | Bollington Athletic             |
| 1996–97   | Barnton                       | Lostock Gralam                  |
| 1997–98   | Barnton                       | Garswood United Dự bị           |
| 1998–99   | Barnton                       | Padgate St Oswalds              |
| 1999–2000 | Barnton                       | Trafford Dự bị                  |
| 2000–01   | Barnton                       | Broadheath Central              |
| 2001–02   | Barnton                       | Crosfields                      |
| 2002–03   | Barnton                       | Golborne Sports                 |
| 2003–04   | Middlewich Town               | Padgate St Oswalds              |
| 2004–05   | Barnton                       | Penketh & Sankey Eagle          |
| 2005–06   | Middlewich Town               | Gamesley                        |
| 2006–07   | Middlewich Town               | Stalybridge Celtic Dự bị        |
| 2007–08   | Styal                         | F.C. United of Manchester Dự bị |
| 2008–09   | Woodley                       | Golborne Sports                 |
| 2009–10   | Club AZ                       | Lostock Gralam                  |
| 2010–11   | Greenalls Padgate St. Oswalds | Denton Town                     |
| 2011–12   | Knutsford                     | Whaley Bridge                   |
| 2012–13   | Knutsford                     | Barnton                         |
| 2013–14   | Garswood United               | Poynton                         |

| Mùa giải | Premier Division                | League One            | League Two       |
| -------- | ------------------------------- | --------------------- | ---------------- |
| 2014–15  | Linotype & Cheadle Heath Nomads | Congleton Vale Rovers | Wythenshawe Town |

(Giải đấu chỉ có một hạng đấu duy nhất trong giai đoạn 1983–87)